# آنا كولمان لاد
آنا كولمان لاد (بالإنجليزية: Anna Coleman Ladd)‏ هي نحّاتة وفنانة أمريكية، ولدت في 15 يوليو 1878 في فيلادلفيا في الولايات المتحدة، وتوفيت في 3 يونيو 1939 في سانتا باربارا في الولايات المتحدة.